# Ian Gillan
Ian Gillan, född 19 augusti 1945 i Hounslow i västra London, är en brittisk rocksångare, låtskrivare och munspelare. Gillan är känd för sin kraftfulla och omfångsrika röst, och framförallt för sina högfrekventa bansheeskrik.
Ian Gillan ingick redan som tonåring på 1960-talet i olika band, bland annat The Javelins och Episode Six. 1969 tog han över som sångare i rockbandet Deep Purple efter Rod Evans. Gillan hade sin storhetstid i Deep Purple fram till 1973 då han lämnade gruppen tillsammans med basisten Roger Glover.
Gillan drev egna projekt därefter, och bland annat bildade han sitt eget band. Först var det Ian Gillan Band som spelade mer jazzinriktad rock, namnet kortades sedan ner till Gillan och musiken blev då mer heavy metal- och hårdrocks-inriktad. 1982 lade han ner projektet, och 1983 rekryterades han till Black Sabbath och blev gruppens nye sångare. Gillan medverkade som sångare på ett album Born Again och han turnerade med Black Sabbaths turné Born Again Tour 1983.
År 1984 återförenades den legendariska uppsättningen av Deep Purple igen och Gillan har sedan fortsatt turnera och spela in skivor med gruppen bortsett från en period 1989–1993 då han inte var medlem och arbetade med sin solokarriär. Tillsammans med Roger Glover spelade han in albumet Accidentally on Purpose utgivet 1988.
Han gjorde rollen som Jesus i originalversionen av Jesus Christ Superstar, som släpptes som konceptskiva år 1970. När musikalen skulle filmatiseras 1972, fick Gillan erbjudande om att spela Jesus även på film. Han tackade nej till erbjudandet och rollen gick till Ted Neeley.

## Diskografi
Soloalbum
- Naked Thunder (1990)
- Toolbox (1991)
- Dreamcatcher (1997)
- Gillan's Inn (2006)
- Live in Anaheim (2008)
- One Eye to Morocco (2009)